# 八田静輔
八田 静輔（はった しずほ、1947年5月26日-）は、北陸放送の元アナウンサー、元金沢学院大学非常勤講師である。
石川県金沢市出身、石川県立金沢錦丘高等学校を経て金沢大学卒業後、1971年にMRO入社。2010年代前半にはディレクター兼パーソナリティーとして活躍した。また、長年北陸放送労組委員長としても活動。退職後は石川県の民放OBOG会理事として活動している。

## 過去の担当番組
- げつきんワイド!おいね★どいね（ラジオ）
  - 前番組にあたる石川名物!GOGOは本多町3丁目から引き続き、火曜日14:10 - 14:20のコーナーである「典子のそこやとこ」の「方言で歌おうシリーズ」でムーディーはっちゃん名義で出演し、生歌を披露していた。
- 今日も“シャキ”っと（ラジオ、金曜日担当）
- 石川名物!GOGOは本多町3丁目（ラジオ、火曜日「典子のそこやとこ」の「方言で歌おうシリーズ」）
- ザ・ベストテン(MRO担当追っかけマン・ラジオベストテン情報MROラジオ担当)
- 天下御免の日曜日!